# Interpolación polinómica de Newton
Es un método de interpolación polinómica. Aunque solo existe un único polinomio que interpola una serie de puntos, existen diferentes formas de calcularlo. Este método es útil para situaciones que requieran un número bajo de puntos para interpolar, ya que a medida que crece el número de puntos, también lo hace el grado del polinomio.
Existen ciertas ventajas en el uso de este polinomio respecto al polinomio interpolador de Lagrange. Por ejemplo, si fuese necesario añadir algún nuevo punto o nodo a la función, tan solo habría que calcular este último punto, dada la relación de recurrencia existente y demostrada anteriormente.

## Definición de pendiente
El primer paso para hallar la fórmula de la interpolación es definir la pendiente de orden {\displaystyle n} de manera recursiva:
- {\displaystyle f_{0}(x_{i})}: término i-ésimo de la secuencia
- {\displaystyle f_{1}(x_{0},x_{1})={\frac {f_{0}(x_{1})-f_{0}(x_{0})}{x_{1}-x_{0}}}}
- {\displaystyle f_{2}(x_{0},x_{1},x_{2})={\frac {f_{1}(x_{1},x_{2})-f_{1}(x_{0},x_{1})}{x_{2}-x_{0}}}}

En general:
{\displaystyle f_{i}(x_{0},x_{1},\ldots ,x_{i-1},x_{i})={\frac {f_{i-1}(x_{1},\ldots ,x_{i-1},x_{i})-f_{i-1}(x_{0},x_{1},\ldots ,x_{i-1})}{x_{i}-x_{0}}}},
donde {\displaystyle x_{i}-x_{j}} representa la distancia entre dos elementos (por ejemplo, se puede tener el elemento en {\displaystyle x=3} y {\displaystyle x=5} pero desconocer el valor de la secuencia en {\displaystyle x=4}).

Puede apreciarse cómo en la definición general se usa la pendiente del paso anterior, {\displaystyle f_{i-1}(x_{1},\ldots ,x_{i-1},x_{i})}, a la cual se le resta la pendiente previa de mismo orden, es decir, el subíndice de los términos se decrementa en {\displaystyle 1}, como si se desplazara, para obtener {\displaystyle f_{i-1}(x_{0},x_{1},\ldots ,x_{i-1})}.

Nótese también que aunque el término inicial siempre es {\displaystyle x_{0}}, este puede ser en realidad cualquier otro, por ejemplo, se puede definir {\displaystyle f_{1}(x_{i-1},x_{i})} de manera análoga al caso mostrado arriba.

## Definición del polinomio
Una vez conocemos la pendiente, ya es posible definir el polinomio de grado {\displaystyle n} de manera también recursiva:
- {\displaystyle p_{0}(x)=f_{0}(x_{0})=y_{0}}. Se define así ya que este valor es el único que se ajusta a la secuencia original para el primer término.
- {\displaystyle p_{1}(x)=p_{0}(x)+f_{1}(x_{0},x_{1})*(x-x_{0})}.[1]
- {\displaystyle p_{2}(x)=p_{1}(x)+f_{2}(x_{0},x_{1},x_{2})*(x-x_{0})*(x-x_{1})}.

En general:
{\displaystyle p_{i}(x)=p_{i-1}(x)+f_{i}(x_{0},x_{1},\ldots ,x_{i-1},x_{i})\prod _{j=0}^{i-1}(x-x_{j})}

## Ejemplos
Pongamos como ejemplo la secuencia {\displaystyle f_{0}} tal que {\displaystyle f_{0}(1)=6,f_{0}(2)=9,f_{0}(3)=2} y {\displaystyle f_{0}(4)=5}, es decir, son los términos {\displaystyle 6,9,2,5} para {\displaystyle x_{0}=1} hasta {\displaystyle x_{3}=4}.
Se obtiene las pendientes de orden {\displaystyle 1} de la siguiente forma:
- {\displaystyle f_{1}(x_{0},x_{1})={\frac {f_{0}(x_{1})-f_{0}(x_{0})}{x_{1}-x_{0}}}={\frac {9-6}{2-1}}=3}
- {\displaystyle f_{1}(x_{1},x_{2})={\frac {f_{0}(x_{2})-f_{0}(x_{1})}{x_{2}-x_{1}}}={\frac {2-9}{3-2}}=-7}
- {\displaystyle f_{1}(x_{2},x_{3})={\frac {f_{0}(x_{3})-f_{0}(x_{2})}{x_{3}-x_{2}}}={\frac {5-2}{4-3}}=3}

Una vez tenemos la pendientes de orden {\displaystyle 1}, es posible obtener las de siguiente orden:
- {\displaystyle f_{2}(x_{0},x_{1},x_{2})={\frac {f_{1}(x_{1},x_{2})-f_{1}(x_{0},x_{1})}{x_{2}-x_{0}}}={\frac {-7-3}{3-1}}=-5}
- {\displaystyle f_{2}(x_{1},x_{2},x_{3})={\frac {f_{1}(x_{2},x_{3})-f_{1}(x_{1},x_{2})}{x_{3}-x_{1}}}={\frac {3-(-7)}{4-2}}=5}

Por último, definimos la pendiente de orden {\displaystyle 3}:
- {\displaystyle f_{3}(x_{0},x_{1},x_{2},x_{3})={\frac {f_{2}(x_{1},x_{2},x_{3})-f_{2}(x_{0},x_{1},x_{2})}{x_{3}-x_{0}}}={\frac {5-(-5)}{4-1}}={\frac {10}{3}}}

Una vez tenemos la pendiente, podemos definir los consecuentes polinomios:
- {\displaystyle p_{0}(x)=6}.
- {\displaystyle p_{1}(x)=6+3(x-1)}
- {\displaystyle p_{2}(x)=6+3(x-1)-5(x-1)(x-2)}.
- {\displaystyle p_{3}(x)=6+3(x-1)-5(x-1)(x-2)+{\frac {10}{3}}(x-1)(x-2)(x-3)}

Podemos probar por ejemplo la interpolación lineal para el valor {\displaystyle 1.5}, que resulta ser {\displaystyle p_{1}(1.5)=6+3(1.5-1)=7.5}. Efectivamente, al ser una recta, podemos ver que este valor es igual a {\displaystyle 3+{\frac {3+6}{2}}=7.5}, el punto medio entre ambos (más el punto inicial, {\displaystyle 3}).